# Bazilika Saint-Sernina u Toulouseu
Bazilika Saint-Sernina u Toulouseu (Francuska) je bivša opatijska crkva Opatije Saint-Sernina ili Saint Saturnina, izgrađena u romaničkom stilu od oko 1080. do 1120. godine, koja se nalazi na mjestu bazilike iz 4. stoljeća s tijelom Svetog Saturnina ili Sernina, prvog biskupa Toulousea oko 250. godine.

## Povijest
Opatija St. Sernin osnovana je još u rimsko doba, no njezina važnost je porasla kada joj je Karlo Veliki donirao brojne relikvije, čime je ona postala važnom postajom na hodočasničkom putu sv. Jakova za Santiago de Compostela, ali i sama cilj hodočašća. Crkva je izgrađena upravo kao mjesto gdje bi se sklanjali hodočasnici.
Plan crkve iskorišten je i za gradnju katedrale u Santiago de Composteli, započete 1082. godine, kao kopija crkve St. Sernina, tako očito da je moguće samo da ih je gradio isti arhitekt ili njegov najdraži učenik, ali završena prije originala.
Kamen koji je ubio Simona de Montforta, 5. vojvode od Leicestera, 1218. godine prilikom opsade Toulousea, je bačen s krova St. Sernina.
Godine 1860., Viollet-le-Duc je obnovio crkvu, no danas se njegove restauracije uklanjaju kako bi se vratio njezin izvorni izgled.

## Odlike
Iako se naziva bazilikom, St. Sernin odstupa od plana ranokršćanske bazilike; prije svega veća je, izgrađena većinom od opeke i tlocrt joj je upisani latinski križ. Tloct pokazuje bogato raščlanjivanje prostora – petorobrodna bazilika s trobrodnim transeptom, apsidama na transeptu i koru, i deambulatorijem. Svodovi su joj bačvasti i ima radijalno raspoređene kapele u apsidiolama koje su od apside odvojene demabulatorijem, ophodom oko oltara koji se nastavlja na glavni brod. Deambulatorij je izgrađen kako bi hodočasnici mogli vidjeti relikvije izložene u radijalnim kapelama. Zbog toga, ovaj plan nazivaju i "hodočasničkim planom" crkve.

### Vanjski izgled
Izvana se prostorna koncepcija očituje u slaganju, grupiranju jednostavnih, relativno zatvorenih geometrijskih tijela naglašee čvrstoće i statičnosti. Osobito na istočnoj strani gdje stupnjevanje od najnižih apsidiola, preko volumena apside, transepta, deambulatorija do najviše točke – zvonika, izražava isti način kretanja kao u unutrašnjosti. Zvonik koji je izgrađen na sjecištu glavnog broda i transepta je najdojmljivija odlika crkve. Podijeljen je na pet razina, od kojih donje tri imaju romaničke lukove iz 12. stoljeća, a gornji, iz 14. stoljeća, imaju gotičke. Vrh je dodan u 15. stoljeću.
Apsida i transept su najstariji dijelovi crkve, izgrađeni u 11. stoljeću, i sadrže devet kapela, pet u apsidiolama apside i četiri na kracima transepta. 
Pročelje je poznato po dvjema vratnicama: Vrata grofova (Porte des Comtes) i Porte des Miégeville. Porte des Comtes su dobila svoje ime jer su u blizini grobnice u kojoj se čuvaju tijela četiri grofa Toulousea. Iznad njih je prikaz Lazara i Diva. Dive u paklu se ponovno javljaju iznad središnjeg stupa. Porte des Miégeville su poznata po bogatim skulpturama okvirnog portala.

### Unutrašnjost
Unutrašnjost bazilike iznosi 115 x 64 x 21 metara, što je čini masivnom romaničkom crkvom. Središnji brod (arhitektura) je nadsvođen bačvastim svodom, dok su ostala četiri bočna broda nadsvođeni rebrastim svodom i pojačani vanjskim slijepim lukovima (visećim arkadama). Odmah ispod tornja je mramorni oltar (Bernard Gilduin) koji je posvetio papa Urban II. 1096. godine.
Interijer je dodatno vodoravno raščlanjen arkadama i galerijom
Pored sv. Saturnina, u bazilici je pokopan i Sveti Honoratus, a u kripti se nalaze relikvije još nekoliko svetaca.
U bazilici se nalaze i velike trostruke Cavaillé-Coll orgulje izgrađene 1888. godine koje se, uz orgulje u crkvi Saint-Sulpice u Parizu i onih u crkvi St. Ouen u Rouenu, smatraju najvažnijim orguljama u Francuskoj.